# Caenagnesia complementa
Caenagnesia complementa is een zakpijpensoort uit de familie van de Agneziidae. De wetenschappelijke naam van de soort is voor het eerst geldig gepubliceerd in 1976 door Monniot & Monniot.